# Большое Чураково
Большое Чураково — деревня в Юрьянском районе Кировской области в составе Медянского сельского поселения.

## География
Находится на правобережье Вятки на расстоянии примерно 8 километров на запад по прямой от центра поселка Мурыгино.

## История
Известна с 1873 года, когда в ней (починок Огрызовский) было учтено дворов 25 и жителей 246, в 1905 30 и 191, в 1926 37 и 187, в 1950 52 и 159 соответственно. В 1989 учтено 28 жителей. 

## Население
Постоянное население  составляло 11 человек (русские 100%) в 2002 году, 8 в 2010.